# Perception des visages
La perception des visages désigne les processus cognitifs (conscients et inconscients) par lesquels le cerveau d'un humain ou d'autres mammifères analyse, comprend et interprète un visage (le sien ou celui d'autrui). Cette perception fait principalement appel à une aire cérébrale spécialisée, mais mobilise aussi de nombreuses autres zones du cerveau.
Ce processus a une grande importance sociale car le visage joue chez l'être humain et chez les autres primates un rôle majeur dans la communication verbale et non verbale, dans la cognition sociale, aidant à identifier très rapidement un visage parmi des milliers d'autres, en captant de nombreux indices traduisant les pensées, les émotions, l'humeur d’autrui dans le contexte du moment et donc à anticiper les actions. 
Cette aptitude très spécifique résulte d'une pression évolutionnaire et repose sur des mécanismes neurocognitifs complexes en partie innés dont certains sont présents chez le nourrisson dès la naissance mais qui continuent de se développer au cours de la vie. Même les personnes nées aveugles peuvent apprendre à percevoir les visages sans vision, suggérant un mécanisme spécialisé pour la perception des visages.
Les théories et recherches sur la perception des visages à touts les âges s'appuient sur l'étude de la perception normale des visages, sur l'imagerie cérébrale, mais aussi sur l'étude des troubles causés par des lésions cérébrales, certains neuroatypismes (autismes notamment) ou des maladies neurologiques.
Remarque : le présent article ne porte pas sur les systèmes automatisés de reconnaissance faciale.

## Données neurophysiologiques

L'aire fusiforme des visages est liée au traitement et au stockage des informations faciales

Au sein des voies visuelles du système nerveux central, un certain nombre de régions sont particulièrement impliquées dans la perception des visages, c'est le cas notamment de l'aire fusiforme des visages (en) (fusiform face area, FFA) qui constitue une partie du gyrus fusiforme au niveau de la jonction des lobes temporaux et occipitaux. Une lésion cérébrale de ces régions, et en particulier de la FFA peut entraîner une prosopagnosie, une incapacité spécifique à reconnaître les visages (avec des capacités visuelles normales par ailleurs) — mais prosopagnosie et prosopamnésie peuvent apparaître même en l'absence de lésion identifiable à l'imagerie médicale.
En électroencéphalographie (EEG), la présentation de l'image d'un visage engendre un potentiel évoqué en seulement 170 ms environ. Cela donne un indice de la rapidité du traitement des informations visuelles qui permet la perception et la reconnaissance d'un visage.

## Modèle cognitif pour le traitement des visages

### Modèle de Bruce et Young
Afin de comprendre le fonctionnement de la perception du visage, Bruce et Young en 1986 présentent un modèle cognitif qui est encore actuellement une référence en la matière.
Partant du principe que le visage suit un traitement spécifique par rapport à d'autres stimuli, ils proposent deux grands modules d'encodage structural. Dans ce modèle, les traitements sont séquentiels :
1. Un module de description centré sur le point de vue ;
2. Un module de description indépendant des expressions.

#### Module de description centré sur le point de vue
Dans ce module, sont traités les traits variants du visage. L'analyse des expressions faciales (émotion), l'analyse des mouvements de la bouche (articulation phonatoire) et ceux de la direction du regard (attention conjointe) sont traitées de manières indépendantes.

#### Module de description indépendant des expressions
Dans ce module sont traités les traits invariants du visage. C'est donc l'analyse fine des unités de reconnaissance du visage qui sera traitée ici (par exemple, l'analyse de l'écartement des yeux, de la taille du nez, ou de la configuration spécifique du visage entre deux personnes), afin d'arriver à une reconnaissance de l'identité du visage.

## Pathologies
Plusieurs pathologies humaines sont à l'origine d'anomalies dans la perception des visages. Elles peuvent être d'origine neurophysiologique, traumatique ou psychiatrique.
- La prosopagnosie prive ceux qui en souffrent de la capacité à reconnaître les visages, et uniquement les visages. Plus précisément, ils ne peuvent plus distinguer un individu d'un autre par ses traits faciaux. Ils ne reconnaissent un proche ou une célébrité que par le son de sa voix ou par un détail particulier qui le caractérise (une tache de naissance, une paire de lunettes...).
- La prosopamnésie est un processus apparenté, lié plus précisément à la mémorisation des visages: ceux qui en souffrent parviennent à reconnaître des visages, mais non à s'en souvenir.
- Le syndrome de Capgras ou délire d'illusion des sosies est un trouble psychiatrique qui entraine, chez les patients, la conviction absolue que leurs proches ont été remplacés par des individus leur ressemblant parfaitement, et qui leur opposent une attitude hostile.